# ديفيد توماس (لاعب كريكت بريطاني)
ديفيد توماس (30 يونيو 1959 في المملكة المتحدة - 28 يوليو 2012 في المملكة المتحدة) (بالإنجليزية: David Thomas)‏ هو لاعب كريكت بريطاني. لعب مع نادي مقاطعة سري للكريكت ‏ ونادي مقاطعة غلوستر للكريكت ‏ ونادي مارليبون للكريكت ‏ وفريق كوازولو ناتال للكريكت ‏ ونادي الشماليين للكريكت ‏.

## وصلات خارجية
- ديفيد توماس على موقع إي آس بي آن كريك إنفو (الإنجليزية)